# فرس النهر الرئيسي
فرس النهر الرئيسي أو فرس النهر الأوروبي العملاق (الاسم العلمي: Hippopotamus major)هو نوع منقرض من فرس النهر الموجود في مواقع الحفريات البليستوسين في أوروبا وبريطانيا العظمى.

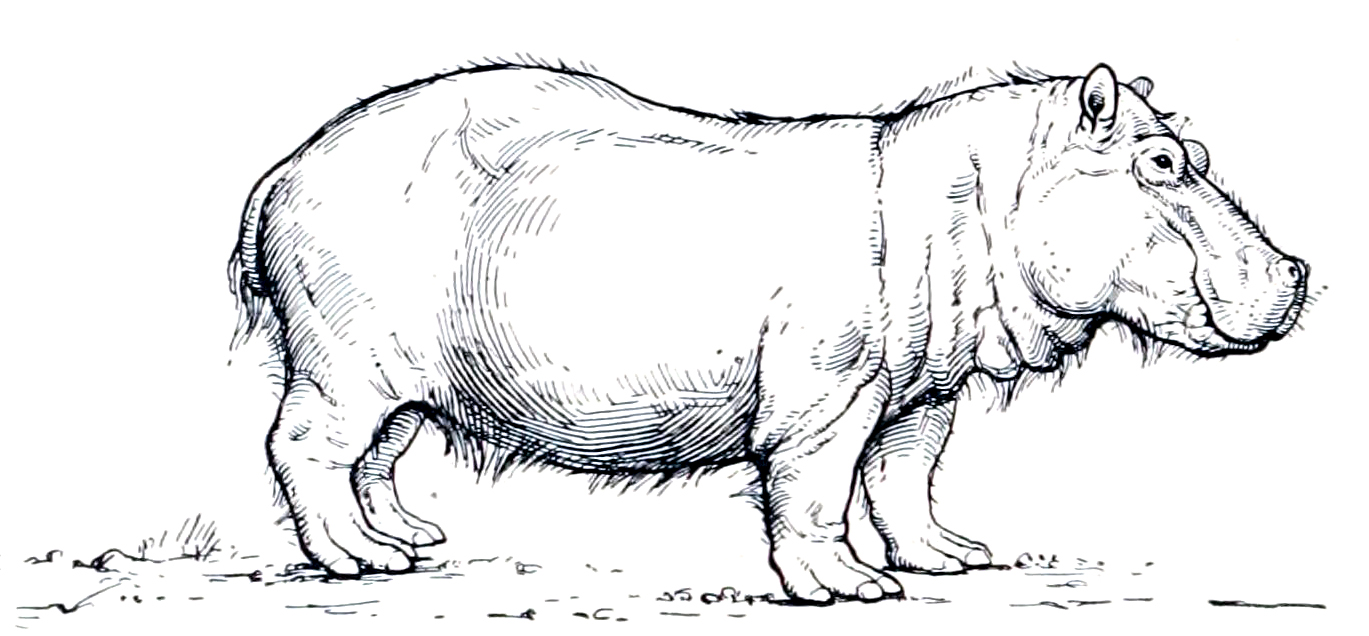
إعادة إنشاء

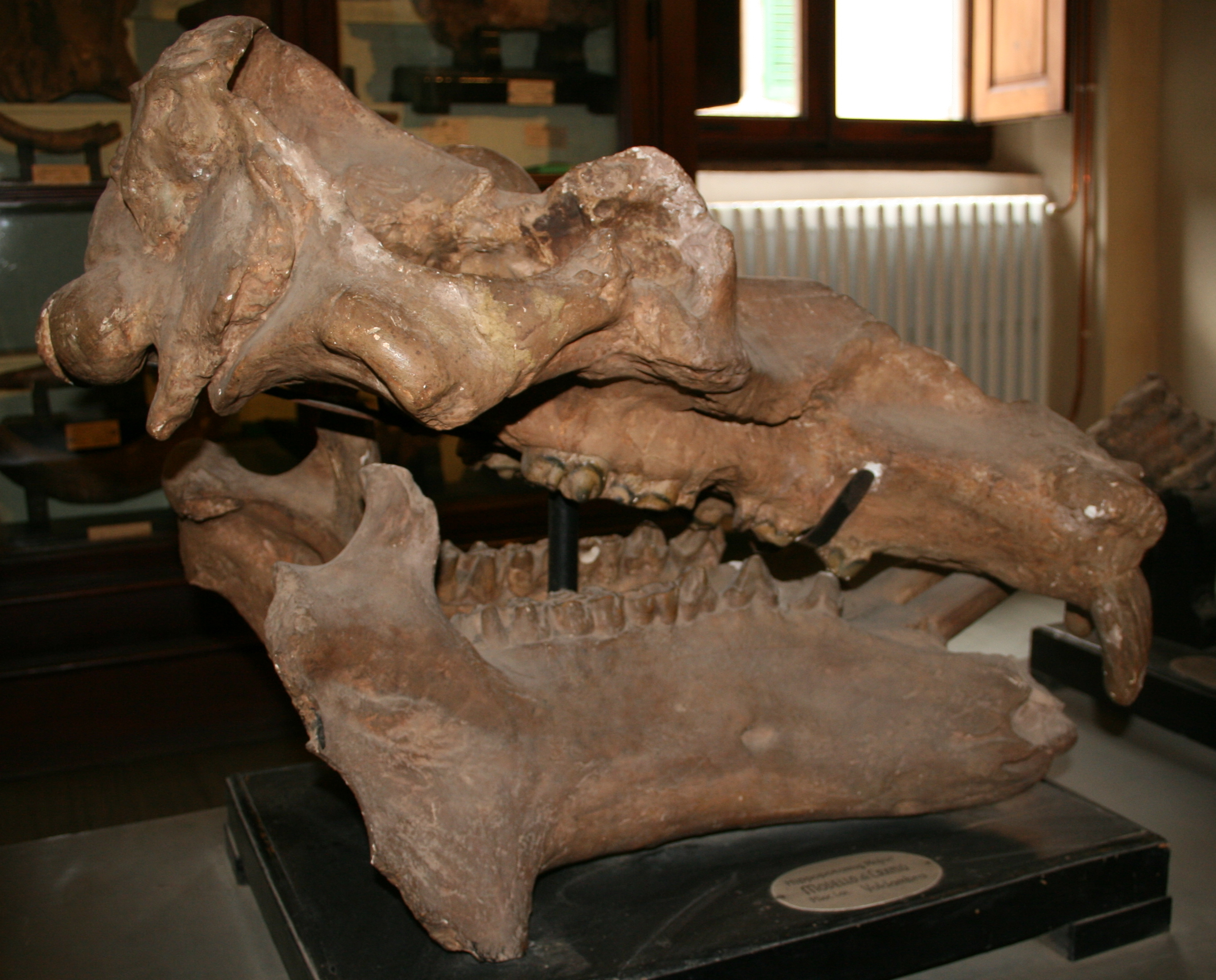
عرض الجانب من الجمجمة